# Ogbomosho
Ogbomosho je město v Nigérii ve státě Oyo. Leží v jihozápadní části země a v roce 2024 v něm žilo 655 517 obyvatel, jeho metropolitní oblast však čítá asi 2,8 milionu obyvatel. Po městech Lagos a Ibadan je třetím nejlidnatějším městem v jihozápadní části Nigérie. Bylo založeno v 17. století. Dominantním etnikem ve městě jsou Jorubové, nicméně žije zde celá řada dalších obyvatel různých etnik. Město leží v nadmořské výšce 347 m n. m.